# 约翰·雷

约翰·雷FRS（John Ray，1627年11月29日—1705年1月17日）为英国博物学家，其有时被誉为英国博物学之父。

## 生平
他发表了大量植物学、动物学及自然神学方面的著作。在其专著《Historia Plantarum》中对植物的分类是现代分类学历史中重要的一步。